# ظرفیت سمی
ظرفیت سمی (به انگلیسی: Toxic capacity) می‌تواند به معنای سمی بودن یک ماده باشد، احتمالاً در رابطه با یک جاندار ویژه و ظرفیت سمی می‌تواند به معنای ظرفیت یک موجود زنده، سیستم آلی یا اکوسیستم برای داشتن یک ماده سمی یا مجموعه‌ای از مواد سمی (یک ترکیب) بدون نشان دادن علائم از مسمومیت یا مرگ باشد.